# EUREKA Prometheus Project
EUREKA Prometheus Project (PROgraMme for a European Traffic of Highest Efficiency and Unprecedented Safety) var ett EU-finansierat projekt som syftade till att utveckla förarlösa fordon åren 1987-1995.